# 梅珍
梅珍（Mui Chun，？—），1947年演出粵語電影《胡不歸(下卷)》，飾演潘小姐；1949年10月演出武俠電影《夜破藏香洞》，擔任女主角，飾演韓文鳳，並隨片登臺表演古裝霓裳羽扇舞。梅珍在1949年6月26日(星期日)下午3時30分，在「凱旋舞廳」舉行的『舞國皇后』選舉活動裡，以97.60分，在20位參加者中奪得1949年舞后的榮譽。曾在1958年一度息影，在1960年8月8日(星期一)晚上在「金漢酒樓 Buckingham Restaurant」設宴招待新聞界，表示在1960年 8月下旬，復出接拍愛情文藝悲劇電影《鬱金香》，擔任女主角。獨資成立「金霞公司」出品古裝武俠片《羅剎嬌娃》。參演80齣電影。

## 家庭
1964年因結婚而息影當家庭主婦，1976年被導演羅馬力邀復出參演電影《酒帘》，並演出無綫電視(TVB)劇集《經紀拉》及《唔出奇》。梅珍的長女是江可欣，她是邵氏第一期訓練班的畢業生，曾參演武俠電影《賊殺賊》、《虎鬥虎》，並演出佳藝電視的劇集《神雕俠侶》(飾演洪凌波)及《廣東好漢》(飾演李小環)。

## 外部連結
- 香港電影資料館有關梅珍參演電影的記錄[永久]
- 香港影庫：梅珍 （页面存档备份，存于）
- 梅珍扮演束髮的摩登艷女的演出及歌唱片斷 （页面存档备份，存于）